# Triaenogryllacris triaena
Triaenogryllacris triaena är en insektsart som först beskrevs av Heinrich Hugo Karny 1929.  Triaenogryllacris triaena ingår i släktet Triaenogryllacris och familjen Gryllacrididae. Inga underarter finns listade i Catalogue of Life.